# Scharans
Scharans (rm. Scharons) – miejscowość i gmina w Szwajcarii, w kantonie Gryzonia, w regionie Viamala.

## Demografia
W Scharans mieszka 796 osób. W 2020 roku 3,3% populacji gminy stanowiły osoby urodzone poza Szwajcarią. 